# Viasat Explore
Viasat Explore — телеканал цікавих науково-публіцистичних, документальних програм, що оповідають про захоплюючі подорожі, новинки супер-техніки, гучні злочини, екстремальні види спорту, сміливі авторські проекти. На каналі представлені наступні тематичні блоки: «Сталь на колесах», «Чоловіча робота», «Досягнення науки», «Навколо світу», «Злочини та розслідування», «Шокуюча документалістика».

## Історія
Вперше телеканал почав мовлення в 2003 році, коли шведський медіахолдинг Modern Times Group запустив Viasat Explorer відразу в декількох країнах Європи. На території Росії та країн СНД розповсюдження каналу здійснювала компанія Viasat.
29 квітня 2014 року компанія Modern Times Group провела ребрендинг кількох своїх каналів, у зв'язку з чим канал Viasat Explorer змінив логотип на Viasat Explore
1 червня 2016 року телеканал перейшов на мовлення у стандарті високої чіткості (HD).
З липня 2017 року російська компанія Viasat, яка на той час включає вже 15 популярних телеканалів, що розповсюджуються на території Росії та країн СНД, і онлайн-кінотеатр ViP Viasat Play, стає частиною Національної медіа групи Росії.
З 1 березня 2023 року телеканали Viasat були об'єднані під загальним брендом Viju та провели ребрендинг усіх телеканалів. Телеканал Viasat Explore змінив свою назву на Viju Explore. Зміни торкнулися Росії та СНД